# Hermanus Nicolaas Wilhelm Botha
Hermanus Nicolaas Wilhelm Botha, južnoafriški general, * 14. oktober 1877, † 27. januar 1950.